# Borsjtsj
Borsjtsj (Nederlandse en Oekraïense uitspraak: [bɔrʃtʃ]), onofficieel ook gespeld als borsjt, borscht of borsh, (Jiddisch: באָרשט, borsjt; Pools: barszcz; Russisch: борщ, borsjtsj) is een soep uit de Oekraïense keuken. Ze wordt gemaakt van rode bieten en veel gegeten in Slavische landen, met name Oekraïne, Polen, Rusland en Wit-Rusland. De soep werd in juli 2022 door de UNESCO erkend als een oorspronkelijk Oekraïens gerecht.
Borsjtsj wordt gemaakt van rode biet, ui, runder- of varkensbouillon met vlees en smetana (een Oost-Europese variant van zure room). Deze basisingrediënten kunnen worden aangevuld met kool, wortelen, dille en knoflook.
Er bestaan twee varianten: warme en koude borsjtsj. De warme wordt het meest gegeten. De koude variant is populair bij onder andere Asjkenazische Joden en is in de Verenigde Staten kant-en-klaar in supermarkten te koop.

## Bereiding
Borsjtsj wordt op verschillende manieren klaargemaakt. De soep wordt bereid uit vlees- of botbouillon. De beste manier om een bouillon klaar te maken, is het vlees of bot niet in water te koken, maar in kvas. Borsjtsj is een dikke soep, die per portie niet meer dan een half kopje bouillon mag bevatten. Rode biet is het belangrijkste ingrediënt, omdat het zorgt voor de smaak, het aroma en de kleur van de soep. Aardappelen, witte kool en paprika worden in de bouillon gekookt.
Bij het opdienen van borsjtsj wordt een klodder smetana toegevoegd. In Rusland heeft men de gewoonte er enkele fijngeprakte hardgekookte eieren bij te geven. Ook een paar in dunne sliertjes gesneden augurken (zuur of zoetzuur) kunnen erbij worden geserveerd.

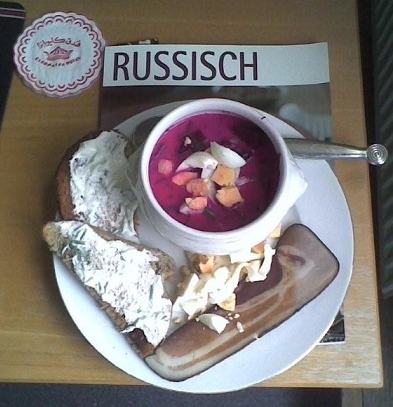
Russische borsjtsj
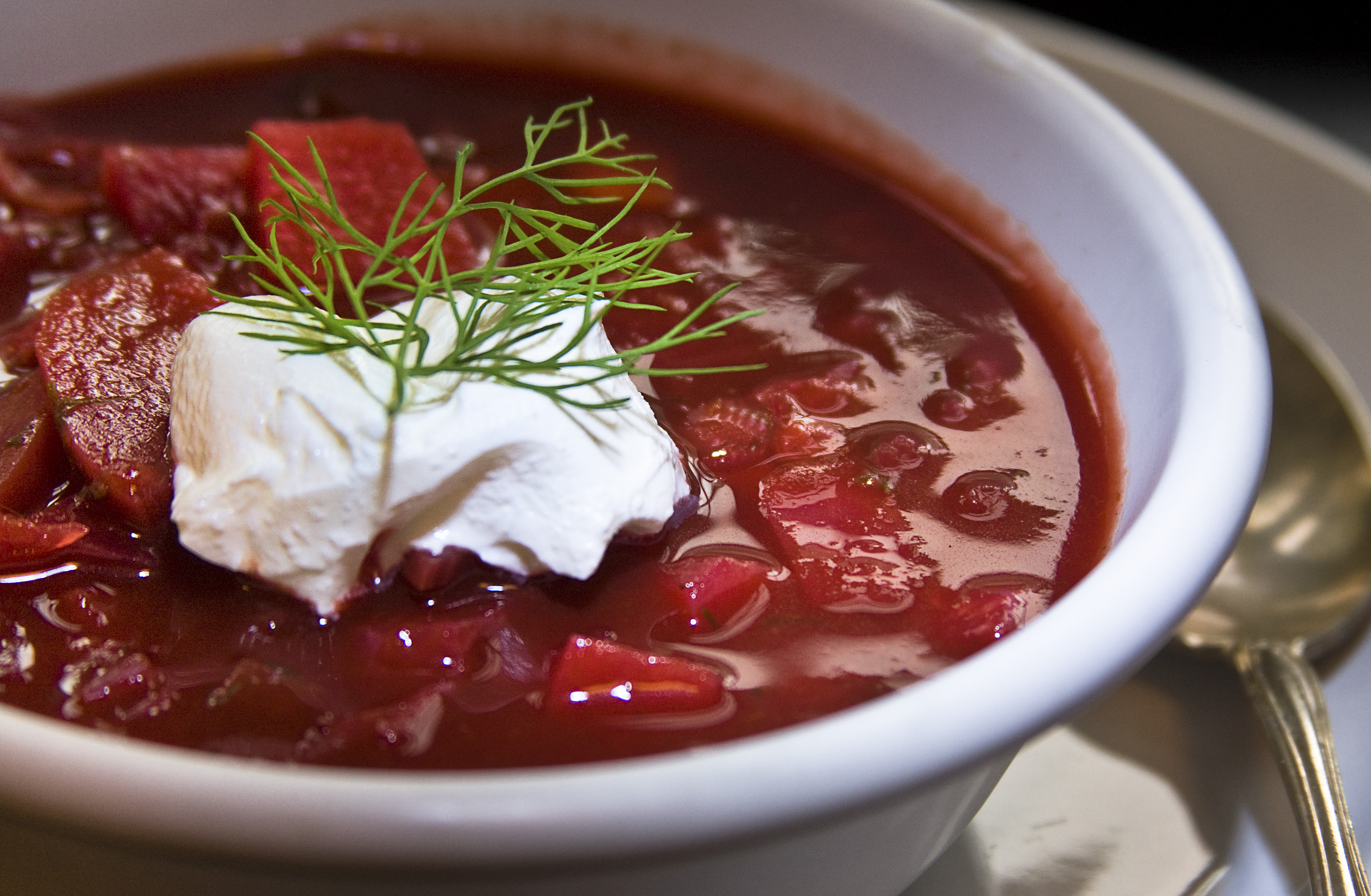
Oekraïense borsjtsj
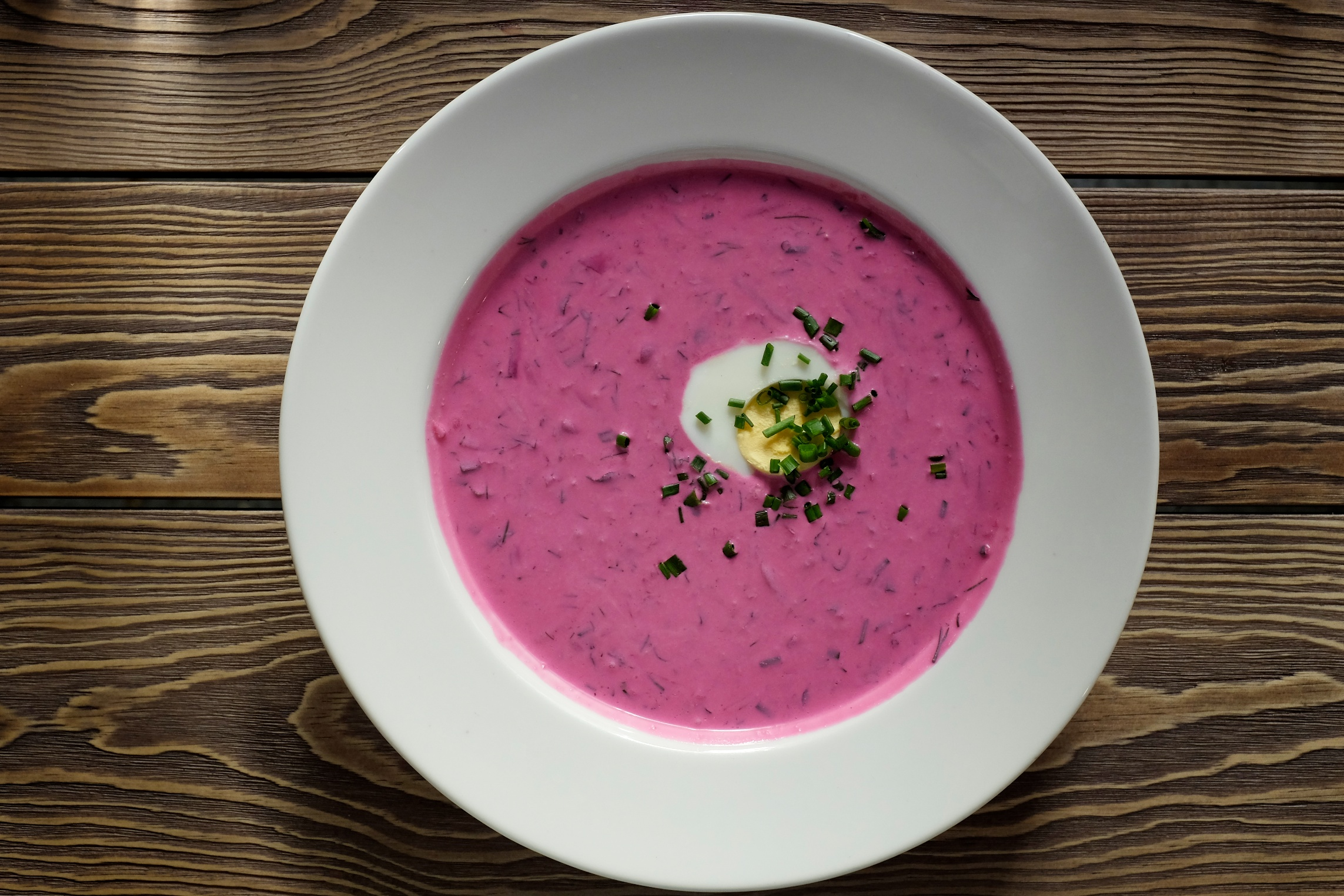
Litouwse borsjtsj

## Gelijkaardige soepen
- Sjtsji (Russisch: щи)
- Kapoestnitsa (Russisch: капустница)
- Groene borsjtsj (Russisch: зелёный борщ)